# Cortes (Restauration bourbonienne)
Pour les articles homonymes, voir Cortes.
Les Cortes sont le parlement bicaméral du royaume d’Espagne en vigueur entre 1876 — promulgation de la Constitution de 1876 — et 1923 — suspension de la Constitution à la suite du coup d'État de Primo de Rivera —, au cours de la Restauration bourbonienne.
Elles partagent l’initiative législative avec le roi, reçoivent du roi le serment de défendre la Constitution, élisent le régent, et éventuellement le tuteur d'un roi mineur. Dans la pratique du régime toutefois, l’initiative législative viendra du gouvernement
Comme les Cortes generales en vigueur depuis la Transition démocratique et au cours d’autres périodes, sa chambre basse est le Congrès des députés (Congreso de los Diputados) tandis que le Sénat (Senado) est sa chambre haute.

## Présentation
Les deux chambres doivent être réunies simultanément — sauf dans les cas où le Sénat doit exercer des fonctions judiciaires —. Les lois sont approuvées à la majorité simple mais la Constitution exige qu’au moins la moitié des membres de chaque chambre soit présente lors d’un vote.
Le Parlement est aussi celui qui a la faculté de juger des ministres en exercice — ce qui se produira à trois reprises durant la Restauration —, la chambre basse portant l'accusation et la chambre haute donnant le jugement.
Le roi dispose de la faculté de dissoudre le Parlement, avec l'obligation de convoquer de nouvelles élections dans les trois mois.
Toutefois, à la différence de la Constitution précédente, qui stipule que le Parlement doit rester ouvert au moins pendant 4 mois chaque année, celle de 1876 ne donne aucune précision en la matière, ce qui sera source de protestation et de revendications dans les dernières années du régime constitutionnel.

### Congrès
Le Congrès est composé de députés — dans la proportion d’un député pour 50 000 habitants —, élus d'abord au suffrage censitaire, puis au suffrage universel masculin à partir de 1890. Le mandat d'un député est de cinq ans — toutefois, aucune législature n’ira à son terme, —, et l'âge minimal pour siéger au Congrès de vingt-cinq ans. Il n’est pas possible de cumuler un siège au congrès avec un poste de ministre.
Afin d’agiliser les débats, les députés sont répartis par tirage au sort en 7 sections, chargées de se répartir le travail d’examen des propositions. Le Congrès n’est contraint de se réunir en entier que pour les votes d’approbation, le reste du temps, il peut ainsi ne se réunir que par sections. Des réformes au règlement de la chambre approuvées en 1918 apportent des changements substantiels, avec l'établissement de commissions permanentes au début de chaque législature.
La Constitution ne dit rien de la possibilité d’exclure un parlementaire, n'établit aucune limite au temps de parole des députés et le président de la chambre a besoin de l’accord de celle-ci pour retirer la parole à un intervenant, ce qui est à l’origine de nombreux abus et pratiques d’obstruction. Cependant, une réforme introduite en 1918, surnommée la « guillotine » (guillotina) établit que 7 députés ou plus peuvent proposer à la chambre de décider à l'avance d’un jour limite pour procéder au vote d’une résolution, sans que cela puisse faire l’objet de discussion. Cette réforme du règlement suscite la protestation des minorités, qui se montrent très attachées à leur droit de parole dans l’hémicycle.

### Sénat
Les sénateurs sont nommés par trois moyens différents : une moitié sont sénateurs de droit — représentants de la noblesse, des hauts rangs militaires ou ecclésiastiques — ou sont directement nommés par le roi — ils sont sénateurs à vie —, l’autre moitié étant élue par un suffrage indirect — censitaire ou en représentation de certaines corporations de l'État —,. Le président du Sénat est nommé par le roi.
Entre autres restrictions, les sénateurs élus doivent être âgés d’au moins 35 ans et doivent justifier d’une rente comprise entre 7 500 et 60 000 pesetas. En revanche, il est possible à un sénateur d’être ministre.
Les sénateurs de droit sont, pour l’essentiel, certains membres de la famille royale à leur majorité, les grands d'Espagne justifiant d’une rente supérieure à 60 000 pesetas ainsi que les titulaires de certains hauts postes militaires, administratifs et ecclésiastiques.
Le nombre de sénateurs non élus n’est pas limité dans le texte de la Constitution de 1876, ce qui provoque la protestation des libéraux au moment de l'approbation de l'approbation de cette dernière. Toutefois, le nombre de sénateurs et leur répartition resteront stables tout au long de la Restauration — 360 sièges, pour moitié élus —. De plus, les seuils de rente restant également constants, celui-ci devient de moins en moins restrictif en raison de l’inflation.
En raison de cette configuration et du mode de scrutin indirect, le Sénat a un caractère nettement plus conservateur que le Congrès, si bien que les gouvernements libéraux éprouveront des difficultés pour faire approuver certaines lois en dépit de leur confortable majorité à la chambre basse.